# Procédure de destitution du président de la République française
La procédure de destitution du président de la République française peut être mise en place en cas d'un manquement aux devoirs du chef de l'État, « manifestement incompatible avec l’exercice de son mandat ». Cette procédure est prévue par l'article 68 de la Constitution de la Cinquième République française.

## Organisation actuelle
L'article 68 de la Constitution de la Cinquième République française présente les modalités de la mise en place de la procédure de destitution :
« Le Président de la République ne peut être destitué qu'en cas de manquement à ses devoirs manifestement incompatible avec l'exercice de son mandat. La destitution est prononcée par le Parlement constitué en Haute Cour.

La proposition de réunion de la Haute Cour adoptée par une des assemblées du Parlement est aussitôt transmise à l'autre qui se prononce dans les quinze jours.
La Haute Cour est présidée par le président de l'Assemblée nationale. Elle statue dans un délai d'un mois, à bulletins secrets, sur la destitution. Sa décision est d'effet immédiat.
Les décisions prises en application du présent article le sont à la majorité des deux tiers des membres composant l'assemblée concernée ou la Haute Cour. Toute délégation de vote est interdite. Seuls sont recensés les votes favorables à la proposition de réunion de la Haute Cour ou à la destitution.

Une loi organique fixe les conditions d'application du présent article. »
— Article 68 de la Constitution
La loi organique n° 2014-1392 du 24 novembre 2014 portant application de l’article 68 de la Constitution précise les conditions de mise en œuvre de la procédure de destitution :
1. l'adoption, par l’Assemblée nationale ou par le Sénat, à la majorité des deux tiers de leurs membres, d’une proposition de réunion du Parlement en Haute Cour.
2. la proposition de résolution doit être motivée et signée par au moins un dixième des membres de l'assemblée dont elle est issue ;
3. la proposition est alors transmise à l'autre assemblée qui doit se prononcer dans les quinze jours. Si elle n’adopte pas la proposition, la procédure est alors terminée ;
4. si la proposition est adoptée, la Haute Cour, présidée par le président de l’Assemblée nationale, doit se prononcer dans un délai d’un mois[2].

Cette procédure implique l’adoption par les deux assemblées de la République (Assemblée Nationale et Sénat ) d’une proposition de destitution. Celle-ci est prononcée par les membres du Parlement français, réunis en Haute Cour.

## Historique
Avant la promulgation de la constitution de la Cinquième République, il n'existe pas de texte légal stricto sensu évoquant une procédure de destitution, car le président de la République n'est pas responsable devant les chambres (sauf trahison).

### Deuxième République, Troisième République et Quatrième République
Démissions et cessation des fonctions sans procédure
Depuis la création du poste de Président de la République française en 1848, aucun d'entre eux n’a été destitué même si de fortes tensions entre exécutif et législatif ont souvent conduit à la démission (ou à la cessation de sa fonction) du chef de l'État, parfois en raison d'un basculement vers un régime autocratique (comme dans le cas de Louis-Napoléon Bonaparte qui l'a voulu ainsi ou d'Albert Lebrun qui l'a subi), d'une élection défavorable à sa cause (dans le cas de Patrice de Mac-Mahon), voire de son état de santé (Paul Deschanel).
Il reste également le cas d'Alexandre Millerand qui est cependant différent des trois autres présidents démissionnaires. Si celui-ci a bien démissionné de ses fonctions de président de la république en juin 1924 à la suite de la lecture de sa lettre, lue aux représentants des deux chambres où il indique qu'il s'agit d'un « précédent redoutable qui fait de la présidence de la République l'enjeu des luttes électorales », il affirme qu'il ne remet sa démission qu'après avoir épuisé tous les moyens légaux en son pouvoir.

### Cinquième République
L'article 68 de la Constitution française qui est promulgué en même temps que le reste du texte constitutionnel, entre en vigueur le 5 octobre 1958.

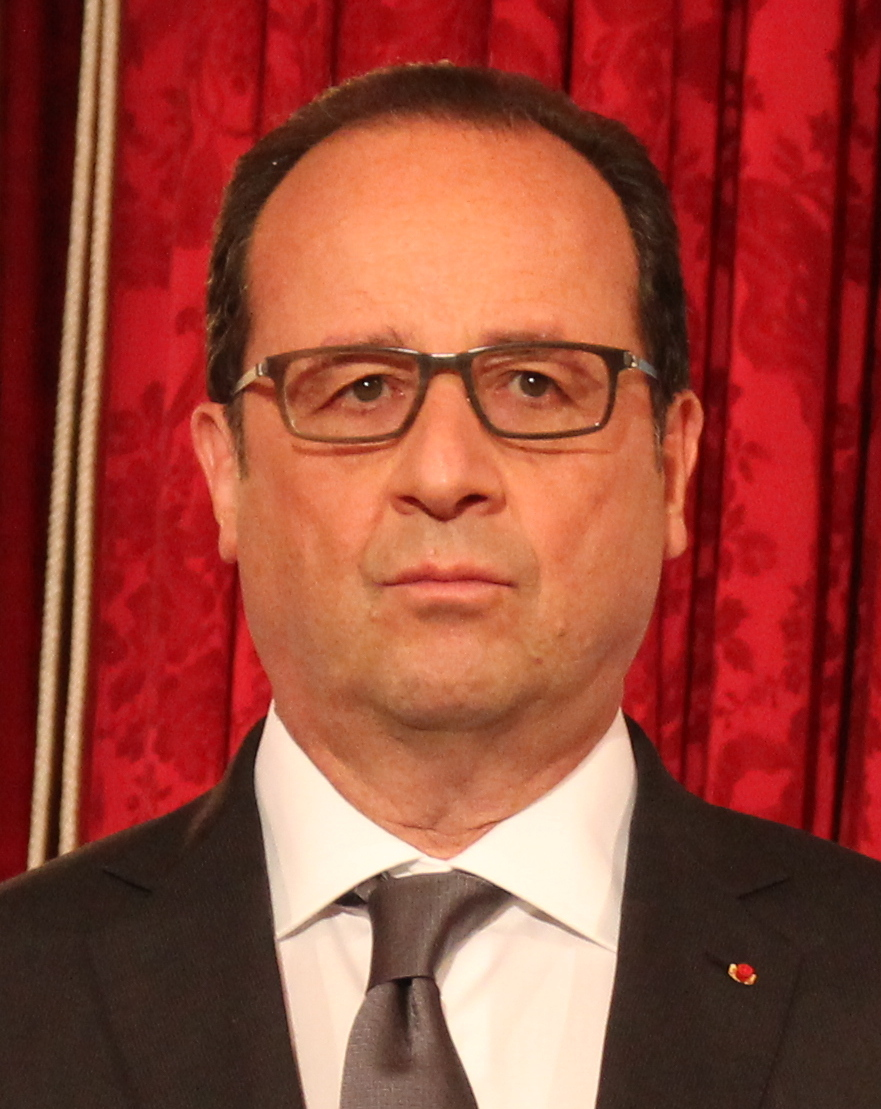
François Hollande

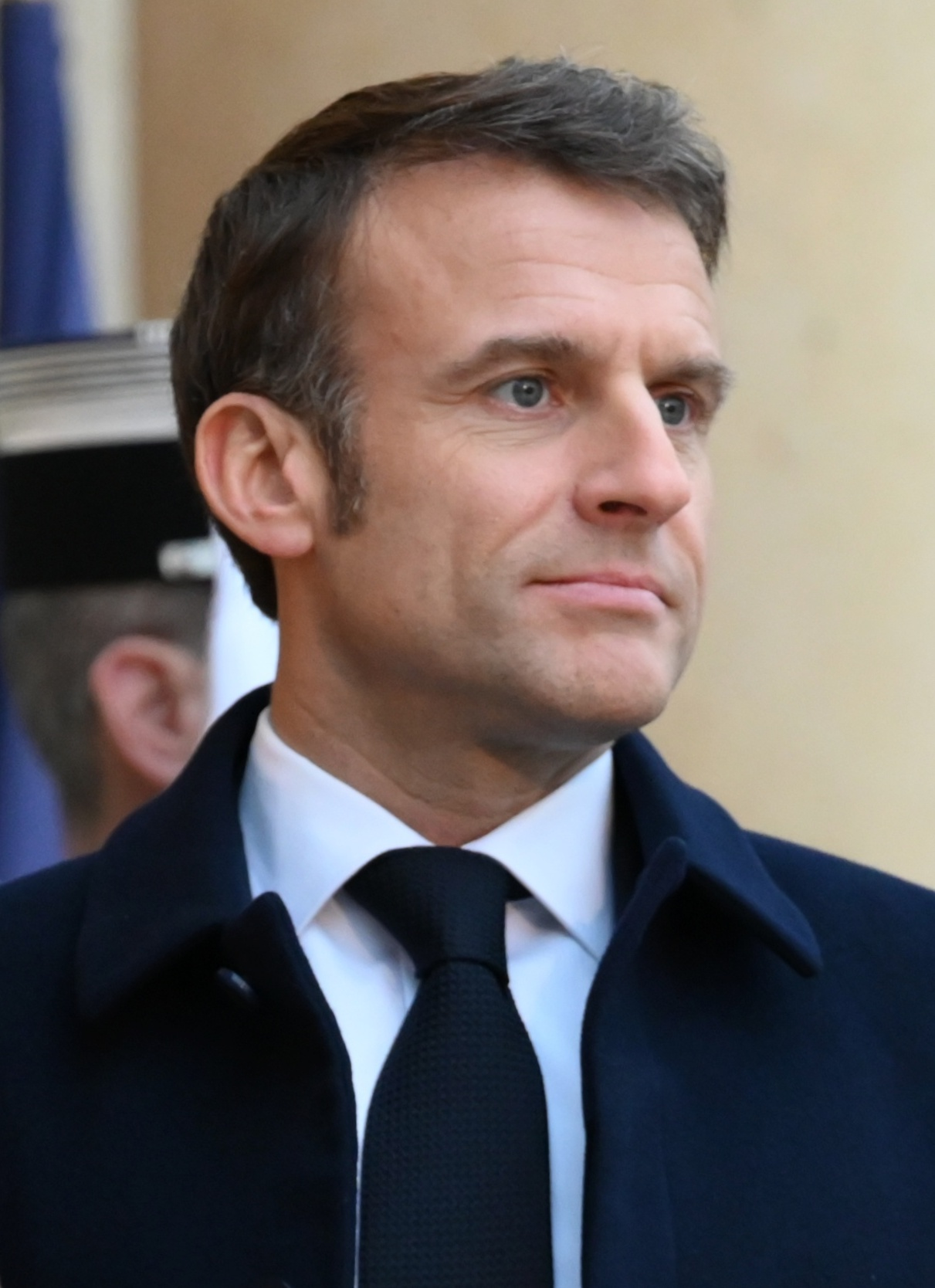
Emmanuel Macron

#### Proposition contre François Hollande
79 députés du groupe Les Républicains désiraient lancer une procédure de destitution contre le président François Hollande mais ils n'ont pas pu obtenir l'accord du bureau de l'Assemblée nationale qui a jugé la proposition non recevable (rejet de la demande à treize voix contre huit), le 23 novembre 2016.

#### Propositions contre Emmanuel Macron
La présidente du groupe LFI, Mathilde Panot, ainsi que 80 autres députés issus de La France insoumise, de la Gauche Démocrate et Républicaine et du groupe Ecologiste et Social remettent une proposition de résolution visant à lancer une procédure de destitution à l'encontre du président de la République Emmanuel Macron auprès du bureau de l'Assemblée Nationale. Tout d'abord jugée recevable par ce même bureau le 17 septembre 2024, celle ci a ensuite été rejetée, le 2 octobre 2024, par la commission des lois de l'Assemblée nationale. Ce rejet n'arrête pas la procédure et c'est à la Conférence des présidents qu'il revient de décider d'un possible examen par les députés mais celle-ci a refusé d'inscrire à l'ordre du jour la proposition de résolution visant à engager une procédure de destitution à l'encontre du président de la République.
Le 20 novembre 2024, une nouvelle procédure de la France insoumise visant à destituer Emmanuel Macron a été déposée auprès du bureau de l'Assemblée Nationale. Le président de la commission des lois constitutionnelles, Florent Boudié (Ensemble pour la République), a refusé de s'en saisir immédiatement